# Schweizerische Gesellschaft für Strahlenbiologie und Medizinische Physik
Die Schweizerische Gesellschaft für Strahlenbiologie und Medizinische Physik (SGSMP) ist ein Verein, der einerseits die wissenschaftliche Arbeit und den Austausch auf den Gebieten medizinische Physik, Strahlenbiologie und Strahlenschutz fördert und andererseits die Aus- und Weiterbildung sowie die standespolitischen Belange der Medizin-Physiker in der Schweiz vertritt.
Die SGSMP wurde 1964 in Genf gegründet und ist somit im deutschsprachigen Raum die älteste medizin-physikalische Fachgesellschaft (DGMP: 1969, ÖGMP: 1980).
Sitz der Gesellschaft ist Bern. Ende 2019 hatte sie 274 Einzel- und 14 Kollektivmitglieder. Ordentliche Mitglieder können Akademiker (Naturwissenschaftler und Ärzte) werden, die in den Fachgebieten Strahlenbiologie, medizinische Physik oder deren klinischen Anwendungsdisziplinen tätig sind. 

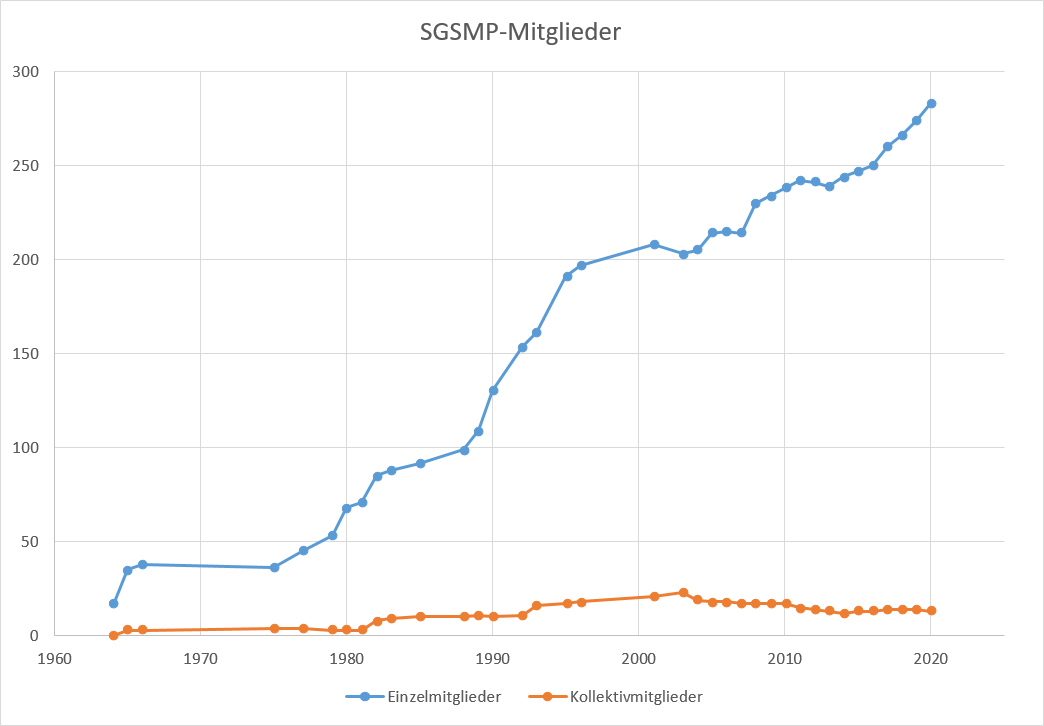
Entwicklung der Mitgliederzahlen seit 1969

## Struktur und Tätigkeit
Die Gesellschaft ist thematisch gegliedert. Sie besitzt die drei ständigen Kommissionen Ausbildung, Standespolitik und Wissenschaft sowie mehrere Arbeitsgruppen. Sowohl die Strahlenbiologie als auch die medizinische Physik sind angewandte Naturwissenschaften an der Schnittstelle zur Medizin. Die SGSMP versteht sich daher als Plattform für die Förderung der translationalen Forschung und des interdisziplinären wissenschaftlichen Austauschs. Der Schwerpunkt der Aktivitäten liegt in der jährlichen Durchführung einer Tagung, welche an wechselnden Orten teilweise unter Beteiligung der deutschsprachigen bzw. europäischen Schwestergesellschaften abgehalten werden. Die SGSMP fördert Forschungsprojekte auf Antrag aus dem Gesellschaftsvermögen mit maximal CHF 7‘000,-. Darüber hinaus verleiht sie jährlich bis zu drei gestiftete Preise für herausragende wissenschaftliche Arbeiten auf dem Gebiet, das die Gesellschaft vertritt. Neben der wissenschaftlichen Arbeit ist die fachliche Weiter- und Fortbildung ein weiterer Schwerpunkt, für den neben der Jahrestagung auch spezielle Fortbildungen und Arbeitsgruppentreffen abgehalten werden. In Zusammenarbeit mit der Deutschen Gesellschaft für Medizinische Physik (DGMP) und der Österreichischen Gesellschaft für Medizinische Physik (ÖGMP) wird jährlich bis zu zweimal eine einwöchige Winterschule in Pichl (A) zu ausgewählten Themen der Medizin-Physik veranstaltet.
Die SGSMP teilt sich mit der DGMP und der ÖGMP die Herausgabe der viermal jährlich erscheinenden Zeitschrift für Medizinische Physik (ZMP), einem begutachteten wissenschaftlichen Journal. Das Institute for Scientific Information (ISI) stuft den Impact Factor derzeit (2019) bei 2.322 ein. Der internen Kommunikation dient unter anderem ein dreimal jährlich herausgegebenes Nachrichten-Bulletin. Die Gesellschaft gibt Empfehlungen (16) und Berichte (20) zu aktuellen wissenschaftlichen und praktischen Fragestellungen heraus und arbeitet vor allem im Bereich des Strahlenschutzes eng mit eidgenössischen Institutionen und Behörden der Exekutive zusammen. Empfehlungen der SGSMP wurden in der Vergangenheit wiederholt von rechtlich bindenden Verordnungstexten aufgegriffen.

Die SGSMP verleiht Masterabsolventen nach einer erfolgreichen Prüfung im Anschluss an eine mindestens dreijährige klinische Weiterbildung die Fachanerkennung in Medizinischer Physik. Derzeit halten etwa 200 Medizin-Physiker diesen Fachausweis. Er ist rechtlich bindende Voraussetzung für bestimmte klinische Tätigkeiten in der Anwendung ionisierender Strahlung. So benötigen strahlentherapeutische Betriebe pro Beschleuniger mindestens einen Medizin-Physiker mit Fachanerkennung SGSMP. Die Fachanerkennung unterscheidet zwischen zwei Fachrichtungen: medizinische Strahlenphysik (alle medizinischen Anwendung ionisierender Strahlung) und medizinische Bildgebung (Nuklearmedizin, sowie alle Bildgebungsmodalitäten jedoch ohne Strahlentherapie). Die Fachanerkennung muss in einem fünfjährigen Zyklus durch den Nachweis ausreichender Fortbildung erneuert werden.

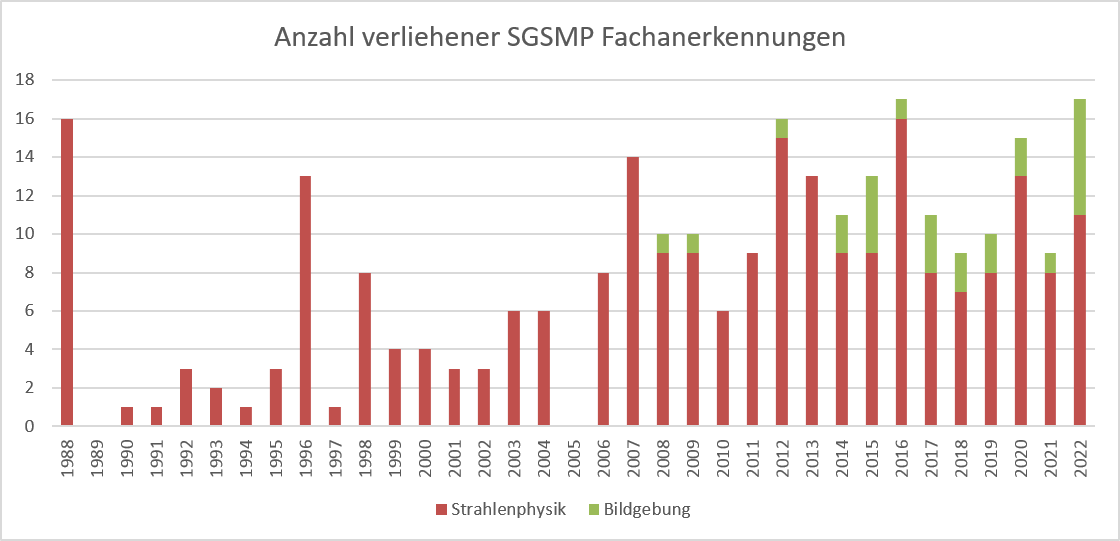
Anzahl der erteilten Fachanerkennungen in Medizin-Physik SGSMP seit 1988

Um Interessenten an diesem Weiterbildungstitel nach ihrem universitären Abschluss auf Masterniveau eine strukturierte Weiterbildung bieten zu können, führt die ETH Zürich in Abstimmung mit der SGSMP einen zweijährigen berufsbegleitenden Master of Advanced Studies (MAS) in Medical Physics durch. Alle zwei Jahre schliessen 15 bis 25 Studierende diesen postgraduierten Kurs ab.
Der von der SGSMP aggregierte und dokumentierte Kanon in Strahlenbiologie und medizinischer Physik dient in diversen universitären und berufsständischen Prüfungen von Absolventen der Medizin-Physik, der Medizin und weiterer angrenzender Naturwissenschaften als Richtschnur. Teilweise werden die Prüfer direkt von der SGSMP entsandt.
Die SGSMP ist Mitglied in den beiden Dachverbänden European Federation of Organisations for Medical Physics (EFOMP) und der International Organization for Medical Physics (IOMP).

## Geschichte
Die erste Vorläuferin der SGSMP war die am 28. März 1963 gegründete Arbeitsgemeinschaft für Strahlenbiologie (SAS). Der Gründungspräsident war Gerhart Wagner, Präsident der Eidgenössischen Strahlenschutzkommission. Der erste Anlauf der Naturwissenschaftler im Bereich Strahlenwirkung zur Gründung einer strahlenbiologischen Gesellschaft war am Widerstand der Radiologen gescheitert, welche die Integration der Strahlenbiologie in die damals noch gemeinsame Schweizerische Gesellschaft für Radiologie und Nuklearmedizin (SGRNM) favorisierten.
Aber schon an der ersten Jahresversammlung der SAS am 24. April 1964 wurde die Gründung einer eigenständigen Schweizerischen Gesellschaft für Strahlenbiologie (SGS) vollzogen. Die Zielsetzung war, dem Fach Strahlenbiologie mehr Anerkennung und Förderung zu verschaffen und eine Erweiterung der Ausbildung angehender Mediziner und Naturwissenschaftler in den Grundlagen der naturwissenschaftlichen Bereiche Strahlenphysik, Strahlenbiologie sowie des Strahlenschutzes voranzutreiben. Als erste Präsidentin der Gesellschaft wurde Hedi Fritz-Niggli gewählt. Sie gilt als Begründerin der Strahlenbiologie in der Schweiz und war 1963 bis 1989 Leiterin des Instituts für Strahlenbiologie an der Universität Zürich.
Der Schwerpunkt der ersten Jahre lag auf dem wissenschaftlichen Austausch an den jährlich durchgeführten Tagungen, welche teilweise unter Beteiligung der deutschsprachigen bzw. europäischen Schwestergesellschaften abgehalten wurden.
1980 wurde der zunehmenden Bedeutung der medizinischen Strahlenphysik Rechnung getragen und die Gesellschaft erweitert. Sie nannte sich nun Schweizerische Gesellschaft für Strahlenbiologie und Strahlenphysik (SGSP bzw. SSRR).
Neben den weiterhin jährlich durchgeführten Tagungen erweiterte sich die Tätigkeit auf die Bildung von Arbeitsgruppen, Stellungnahmen in Vernehmlassungsverfahren zu Gesetzes- und Verordnungsentwürfen sowie auf die Veranstaltung von Fortbildungen und Seminaren.
Im Jahre 1980 war die Gesellschaft unter dem damaligen Präsidenten, Guelfo Poretti (Bern), an der Gründung der European Federation of Organisations for Medical Physics (EFOMP) beteiligt. 1982 trat die Gesellschaft auch der International Organisation for Medical Physics (IOMP) bei.
Da das Tätigkeitsgebiet der Medizin-Physiker zunehmend nicht nur die therapeutische Strahlenphysik umfasste, sondern sich auch auf andere Bereiche der Medizin vor allem in der Bildgebung erstreckte, wurde die gesamte medizinische Physik im Jahre 1988 in den Interessenbereich der Gesellschaft integriert und mit der neuen Namensgebung Schweizerische Gesellschaft für Strahlenbiologie und Medizinische Physik (SGSMP, SSRPM, SSRFM) abgebildet.
Im Jahr 1984 begann die SGSMP, eine Dienstleistung für strahlentherapeutische Einrichtungen in der Schweiz anzubieten, welche seitdem fast jedes Jahr durchgeführt wurde: ein messtechnischer Vergleich der Bestrahlungssysteme bezüglich der abgegebenen Dosis. Bei der Premiere reiste Jean-François Valley mit einer geeigneten Messvorrichtung von Klinik zu Klinik. Noch im gleichen Jahr erschien der erste Bericht der Gesellschaft, welcher die Resultate des Dosimetrie-Vergleichs zusammenfasste.

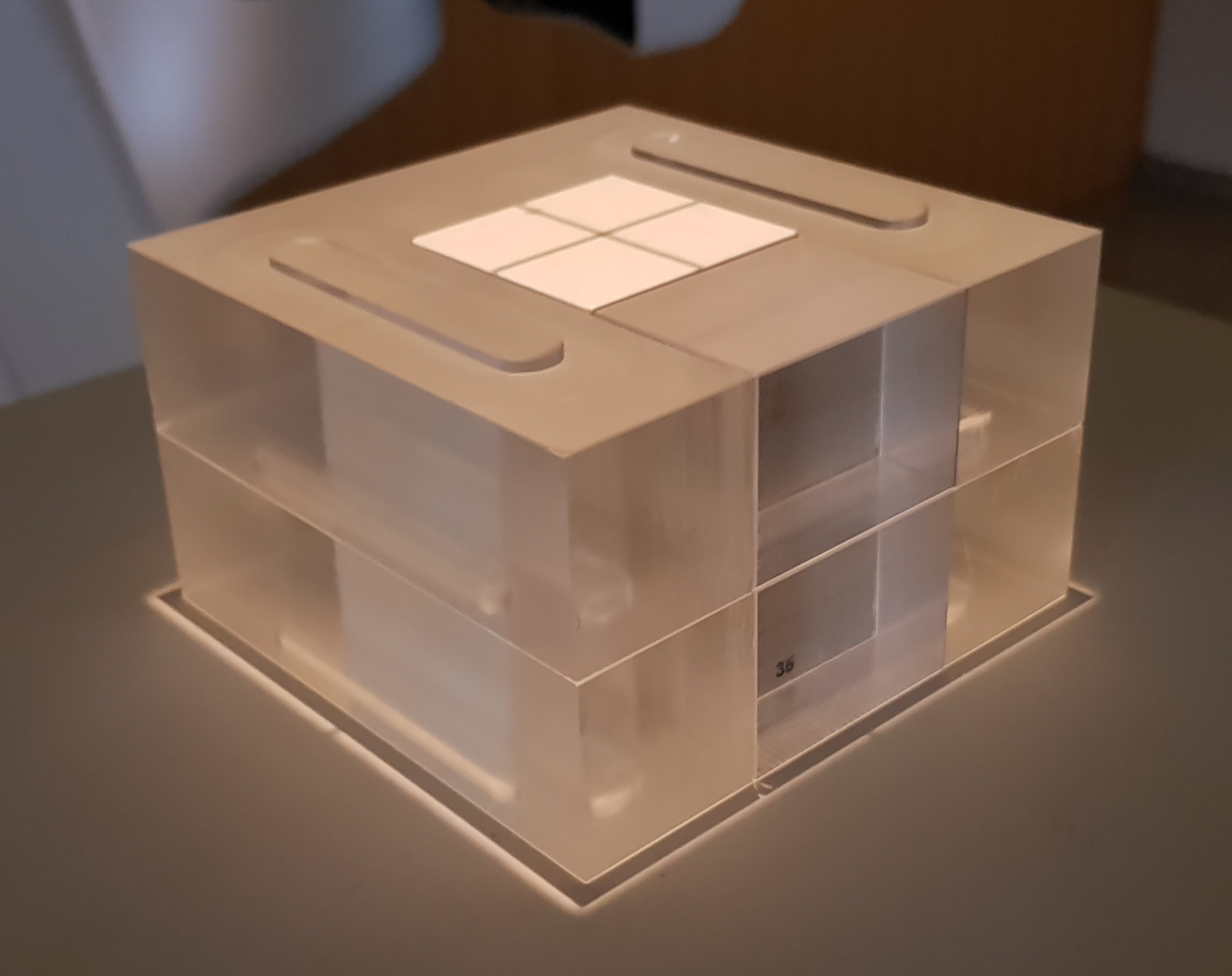
Acrylglashalter für Dosimetrievergleich mit integrierten Thermolumineszenzdosimetern im Feldlicht eines Linearbeschleunigers.

In den 70er und 80er Jahren wurden die Medizin-Physiker für den klinischen Ablauf der strahlentherapeutischen Behandlung immer wichtiger. Anfang der 80er Jahre gab es jedoch noch keine strukturierte Weiterbildung. Um eine hohe und einheitliche Expertise zu gewährleisten, hat eine Arbeitsgruppe der SGSMP im Jahr 1988 eine entsprechende Richtlinie geschaffen. Die Fachanerkennung in medizinischer Physik der SGSMP wurde gemeinsam mit der Aufsichtsbehörde, dem Bundesamt für Gesundheit (BAG) erarbeitet und seit ihrem Bestehen in verschiedenen Verordnungstexten als notwendiger und hinreichender Fähigkeitsausweis ausdrücklich erwähnt. So wurde mit der revidierten Strahlenschutzverordnung im Jahre 1994 erstmals gefordert, dass ein „Medizinphysiker mit Fachanerkennung der SGSMP“ die sicherheitsrelevanten und dosisbestimmenden Elemente von Bestrahlungseinrichtungen regelmässig überprüfen muss.
Die Gesellschaft hat eine entsprechende Richtlinie zur Vergabe einer Fachanerkennung 1986 formuliert und vergibt diesen Weiterbildungstitel seit 1988, damals erstmals an 15 Kandidaten. Inhaltlich orientiert sie sich an internationalen Richtlinien und ist seit dem Jahr 2000 von der EFOMP vollständig anerkannt. Seit 2009 unterscheidet die SGSMP in der Erteilung der Fachanerkennung zwischen zwei Fachrichtungen: Medizinische Strahlenphysik (alle medizinischen Anwendungen ionisierender Strahlung) und Medizinische Bildgebung (Nuklearmedizin, sowie alle Bildgebungsmodalitäten jedoch ohne Strahlentherapie).
Die SGRNM und später deren Nachfolgegesellschaften die Schweizerische Gesellschaft für Radiologie (SGR), die Schweizerische Gesellschaft für Nuklearmedizin (SGNM) anerkennen diesen Weiterbildungstitel seit 1992, und die Schweizerische Gesellschaft für Radio-Onkologie (SRO) seit ihrer Gründung im Jahr 2001.
Das Logo der Gesellschaft wurde 1995 von Horst Nemec, Basel, geschaffen.
Um Interessenten an der Fachanerkennung in Medizinischer Physik nach ihrem universitären Abschluss auf Masterniveau eine strukturierte Weiterbildung bieten zu können, führte Peter Ruegsegger 1994 an der ETH Zürich in Abstimmung mit der SGSMP ein zweijähriges berufsbegleitendes Nachdiplomstudium (NDS) ein. Das NDS wurde 2006 restrukturiert und gemäss Bologna-Prozess in einen Master of Advanced Studies (MAS) in Medical Physics überführt.
In den 90er Jahren wurden neben den wissenschaftlichen Fragestellungen auch die berufspolitischen Aspekte förderungswürdig. Innerhalb der SGSMP wurde die Forderung laut, dass die ärztlichen und nichtärztlichen Akademiker, insbesondere die Medizin-Physiker an klinischen Einrichtungen einander gleichgestellt werden.
Um dieses Ziel mit Nachdruck zu verfolgen, wurde im Jahre 2002 innerhalb der SGSMP der Schweizerische Berufsverband für Medizinphysikerinnen und Medizinphysiker (SBMP) gegründet, welcher von der SGSMP juristisch unabhängig operierte. Gründungspräsident war Peter Pemler, Zürich. Der SBMP förderte die Standespolitik, war aber auch für Weiterbildungsfragen und somit für die Fachanerkennung in medizinischer Physik zuständig. Zur Vermeidung des zusätzlichen administrativen Aufwands wurde der Berufsverband 2010 wieder aufgehoben und die Standespolitik sowie die Aus- und Weiterbildung satzungsmässig in die SGSMP eingegliedert. Dafür wurden drei ständige Kommissionen für die Bereiche Wissenschaft, Aus-/Weiterbildung sowie Standespolitik gebildet, deren Vorsitzende dem Vorstand angehören.
Die SGSMP ist seit ihrer Gründung eine dreisprachige Gesellschaft, bei deren Anlässen entsprechend kommuniziert wurde. In den 90er Jahren hielt jedoch Englisch als Sitzungssprache Einzug und verdrängte bis zur Jahrestagung 2008 in Chur auch bei den wissenschaftlichen Präsentationen die drei Landessprachen vollständig.

## Kongresse und Veranstaltungen
Die Jahrestagung der SGSMP findet seit 1964 statt und wurde nur in den Jahren 1969, 1972, 1974 und 2020 ausgesetzt.
Um der internationalen Vernetzung und der Interdisziplinarität Rechnung zu tragen, wurden zahlreiche wissenschaftliche Kongresse in Zusammenarbeit mit anderen Organisationen ausgetragen. Im Jahre 1985 fand die erste gemeinsame Tagung „Medizinische Physik“ der Schweizerischen Gesellschaft für Strahlenbiologie und Strahlenphysik (SGSP), der Deutschen Gesellschaft für Medizinische Physik (DGMP) und der Österreichischen Gesellschaft für Medizinische Physik (ÖGMP) in Bern statt. Tagungspräsident war Guelfo Poretti. Diese gemeinsame Tagung der drei Gesellschaften des deutschsprachigen Raums wird bis heute etwa alle drei Jahre ausgetragen. Neben den gemeinsamen Tagungen der SGSMP, DGMP und ÖGMP hat die SGSMP auch gemeinsame Kongresse mit weiteren thematisch benachbarten Fachgesellschaften organisiert, beispielsweise in den Jahren 1993 und 1999 zusammen mit der Schweizerischen Gesellschaft für Biomedizinische Technik (SGBT) und in den Jahren 2003 und 2016 zusammen mit der Scientific Association of Swiss Radiation Oncology (SASRO).
Zum Zwecke der beruflichen Aus-, Weiter- und Fortbildung ihrer Mitglieder organisiert die SGSMP regelmässig Workshops und Seminare zu aktuellen Themen. Den Anfang machte im Jahr 1992 in Lausanne eine Veranstaltung mit dem Titel: "3D Treatment Planning". Seit 1988 organisieren die DGMP, ÖGMP und SGSMP in Pichl (Österreich) gemeinsam ein bis zwei einwöchige Weiterbildungsveranstaltungen namens „Winterschule“. Dort wird jeweils ein grösseres, zusammenhängendes Teilgebiet der Medizin-Physik behandelt.

## Publikationsorgane
Das erste wissenschaftliche Publikationsorgan war zwischen 1966 und 1975 die Zeitschrift „Radiologica Clinica et Biologica“ (Verlag S. Karger, Basel), die gemeinsam mit der SGRNM herausgegeben wurde.
Seit 1978 werden die wissenschaftlichen Beiträge an den Jahrestagungen in den jeweiligen Tagungsberichten der Gesellschaft publiziert.
Seit 1981 erscheint zunächst jährlich, dann wechselnd zwei- oder dreimal pro Jahr ein Nachrichtenmagazin, genannt Bulletin, um auch ausserhalb des wissenschaftlichen Diskurses den Informationsaustausch unter den Mitgliedern zu fördern.
Seit 1982 veröffentlicht die Gesellschaft Empfehlungen, die von Arbeitsgruppen für spezielle Tätigkeitsgebiete erarbeitet werden und auch international Beachtung fanden.
Die deutschen und österreichischen Gesellschaften für Medizinische Physik (DGMP und ÖGMP) haben im Jahr 1991 die Zeitschrift für Medizinische Physik (ZMP) gegründet. Die SGSMP entschloss sich 1995 Mitherausgeberin zu werden. Die ZMP wurde im Jahre 2001 in diverse internationale Literaturdienste aufgenommen (wie MEDLINE, Index Medicus, Scopus, Current Contents, NISC usw.). Seit 2010 bewertet das Institute for Scientific Information (ISI) die ZMP unter Auflage von Bedingungen mit einem "Impact Factor", der in den vergangenen Jahren kontinuierlich gestiegen ist und derzeit (2019) bei 2.322 liegt.

## Forschungsförderung, Preise und Auszeichnungen
Seit 1991 verleiht die SGSMP bei ihren Jahrestagungen bis zu drei Preise für auszeichnungswürdige wissenschaftliche Arbeiten aus dem Gebiet der Strahlenbiologie oder medizinischen Physik an eine Einzelperson oder Forschergruppen. Das Preisgeld wird von der Firma Varian gestiftet und beträgt maximal CHF 3'000,-.
Erster Preisträger war 1991 Hans Neuenschwander, Bern, für seine Arbeit „A macroscopic Monte Carlo method for electron beam dose calculations“. Seitdem wurden von insgesamt 73 eingereichten Arbeiten 25 mit dem Hauptpreis und 24 mit einem Anerkennungspreis ausgezeichnet (Stand 2019).
Seit 2006 verleiht die SGSMP die Theophil-Christen-Medaille an Personen, die sich um die Gesellschaft ausserordentlich verdient gemacht haben.
Im Jahre 2007 wurde die Möglichkeit zur projektbezogenen Forschungsförderung mit einer Maximalsumme von CHF 7‘000,- geschaffen und 2008 erstmals an Hans Schiefer, St. Gallen, für den "Dosimetry
Intercomparison 2008" vergeben. Die Summe wird aus dem Gesellschaftsvermögen bereitgestellt.
Personen, die auf den Gebieten Strahlenbiologie, Medizinische Physik oder in verwandten Wissenschaften besondere Verdienste erworben haben, können zu Ehrenmitgliedern ernannt werden.